# Enchanted Forest
Enchanted Forest (нім. Sagaland) — настільна гра від видавництва Ravensburger, розрахована на 2–6 гравців віком від 6 років. Авторами гри є Мішель Матшосс та Алекс Рендолф. У 1982 році гра отримала премію Spiel des Jahres і відтоді була продана накладом понад 3 мільйони примірників. У 2011 році вийшло оновлене видання від Ravensburger із новою ігровою варіацією «Добра Фея» . 

## Матеріали гри
Гра, яка з часом з'являлася в дещо змінених дизайнерських варіантах, містить такі компоненти:
- Ігрове поле
- 13 ялинок (з 13 дисками)
- 13 карток із запитаннями
- 6 ігрових фігурок
- 2 кубики
- 1 фігурка «Добра Фея» (у виданні 2011 року)

## Правила гри
Enchanted Forest поєднує елементи ігор Memory та Mensch ärgere Dich nicht. На ігровому полі зображено село (старт), замок (ціль) і казковий ліс. У лісі розташовані «ялинки», на нижній стороні яких зображені символи казок, наприклад, «черевички Попелюшки» або «куля з Короля-жабеня». Гравці намагаються знайти ялинку з казкою, яка відповідає картці, відкритій у замку.
Гравці по черзі кидають два кубики і переміщують свої фігурки лісом або до замку. При цьому вони можуть «вибивати» фігурки інших гравців, відправляючи їх назад у село. Якщо гравець досягає ялинки, він таємно переглядає її нижню сторону. Якщо це потрібна казка, гравець рухається до замку, намагаючись дістатися до поля з ключем. У разі успіху він називає правильну ялинку і отримує картку казки. Якщо ж під ялинкою інша казка, гравець запам'ятовує символ, щоб використати це знання пізніше, коли відповідна картка буде відкрита.
Якщо гравець викидає дубль, він може, окрім звичайного ходу, виконати одну з таких дій:
- Перемістити свою фігурку до будь-якої ялинки і переглянути її символ.
- Перемістити фігурку на поле з мостом до замку.
- Перемішати всі картки із запитаннями і випадково відкрити нову.

Перемагає гравець, який першим збере три картки казок. Гра триває приблизно 30–45 хвилин.
У ювілейному виданні до 30-річчя гри з’явилася варіація «Добра Фея». Якщо гравець викидає 7, він отримує фігурку «Доброї Феї», що дозволяє зробити додатковий хід. Крім того, фея захищає гравця від «вибивання» іншими гравцями.

## Оцінка
Гра підходить як для дітей, так і для дорослих, адже молодші гравці мають перевагу в іграх на пам’ять, що нівелює вікові відмінності. Успіх сімейної гри підтверджується її присутністю в асортименті видавництва понад 30 років. 

## Варіанти гри
Видавництво Ravensburger випустило кілька варіантів гри. Окрім ліцензійних продуктів, таких як «Disney Rapunzel – Sagaland» (2010), «Sagaland Filly® Butterfly™» (2014), та «Wickie Sagaland» (2016), у 2011 році в серії компактних ігор Ravensburger вийшла компактна гра. Усі варіанти мають змінене ігрове поле та зменшений склад компонентів:
- 7 ялинок (з 7 дисками)
- 7 карток із запитаннями
- 4 ігрових фігурок (або 5 у варіанті «Sagaland Filly® Butterfly™»)[5]
- 2 кубики

Завдяки зменшеному обсягу компонентів тривалість гри скорочується до 15–30 хвилин.